# Daytona 200
El Daytona 200 es una carrera de motocicletas de 200 millas (320 kilómetros) que se celebra anualmente en el Daytona International Speedway en Daytona Beach, Florida.

## Ganadores
| Año                                               | Piloto           | País           | Constructor     | Equipo                       | Clase             | Circuito                                              |
| ------------------------------------------------- | ---------------- | -------------- | --------------- | ---------------------------- | ----------------- | ----------------------------------------------------- |
| 1937                                              | Ed Kretz         | Estados Unidos | Indian          |                              | --                | 3,2 millas (5.1 km) Circuito playero de Daytona       |
| 1938                                              | Ben Campanale    | Estados Unidos | Harley-Davidson |                              | --                | 3,2 millas (5.1 km) Circuito playero de Daytona       |
| 1939                                              | Ben Campanale    | Estados Unidos | Harley-Davidson |                              | --                | 3,2 millas (5.1 km) Circuito playero de Daytona       |
| 1940                                              | Babe Tancrede    | Estados Unidos | Harley-Davidson |                              | --                | 3,2 millas (5.1 km) Circuito playero de Daytona       |
| 1941                                              | Billy Mathews    | Canadá         | Norton          |                              | --                | 3,2 millas (5.1 km) Circuito playero de Daytona       |
| 1942–1946: No se disputó (Segunda Guerra Mundial) |                  |                |                 |                              |                   |                                                       |
| 1947                                              | John Spiegelhoff | Estados Unidos | Indian          |                              | --                | 3,2 millas (5.1 km) Circuito playero de Daytona       |
| 1948                                              | Floyd Emde       | Estados Unidos | Indian          |                              | --                | 4,1 millas (6.6 km) Circuito playero de Daytona       |
| 1949                                              | Dick Klamfoth    | Estados Unidos | Norton          |                              | --                | 4,1 millas (6.6 km) Circuito playero de Daytona       |
| 1950                                              | Billy Mathews    | Canadá         | Norton          |                              | --                | 4,1 millas (6.6 km) Circuito playero de Daytona       |
| 1951                                              | Dick Klamfoth    | Estados Unidos | Norton          |                              | --                | 4,1 millas (6.6 km) Circuito playero de Daytona       |
| 1952                                              | Dick Klamfoth    | Estados Unidos | Norton          |                              | --                | 4,1 millas (6.6 km) Circuito playero de Daytona       |
| 1953                                              | Paul Goldsmith   | Estados Unidos | Harley-Davidson |                              | --                | 4,1 millas (6.6 km) Circuito playero de Daytona       |
| 1954                                              | Bobby Hill       | Estados Unidos | BSA             |                              | --                | 4,1 millas (6.6 km) Circuito playero de Daytona       |
| 1955                                              | Brad Andres      | Estados Unidos | Harley-Davidson |                              | --                | 4,1 millas (6.6 km) Circuito playero de Daytona       |
| 1956                                              | John Gibson      | Estados Unidos | Harley-Davidson |                              | --                | 4,1 millas (6.6 km) Circuito playero de Daytona       |
| 1957                                              | Joe Leonard      | Estados Unidos | Harley-Davidson |                              | --                | 4,1 millas (6.6 km) Circuito playero de Daytona       |
| 1958                                              | Joe Leonard      | Estados Unidos | Harley-Davidson |                              | --                | 4,1 millas (6.6 km) Circuito playero de Daytona       |
| 1959                                              | Brad Andres      | Estados Unidos | Harley-Davidson |                              | --                | 4,1 millas (6.6 km) Circuito playero de Daytona       |
| 1960                                              | Brad Andres      | Estados Unidos | Harley-Davidson |                              | --                | 4,1 millas (6.6 km) Circuito playero de Daytona       |
| 1961                                              | Roger Reiman     | Estados Unidos | Harley-Davidson |                              | --                | 2 millas (3.2 km) Daytona Speedway/Infield Course     |
| 1962                                              | Don Burnett      | Estados Unidos | Triumph         |                              | --                | 2 millas (3.2 km) Daytona Speedway/Infield Course     |
| 1963                                              | Ralph White      | Estados Unidos | Harley-Davidson |                              | --                | 2 millas (3.2 km) Daytona Speedway/Infield Course     |
| 1964                                              | Roger Reiman     | Estados Unidos | Harley-Davidson |                              | --                | 3.81 millas (6.13 km) Daytona Speedway/Infield Course |
| 1965                                              | Roger Reiman     | Estados Unidos | Harley-Davidson |                              | --                | 3.81 millas (6.13 km) Daytona Speedway/Infield Course |
| 1966                                              | Buddy Elmore     | Estados Unidos | Triumph         | Triumph Factory Team         | --                | 3.81 millas (6.13 km) Daytona Speedway/Infield Course |
| 1967                                              | Gary Nixon       | Estados Unidos | Triumph         | Triumph Factory Team         | --                | 3.81 millas (6.13 km) Daytona Speedway/Infield Course |
| 1968                                              | Cal Rayborn      | Estados Unidos | Harley-Davidson | Harley-Davidson Factory Team | --                | 3.81 millas (6.13 km) Daytona Speedway/Infield Course |
| 1969                                              | Cal Rayborn      | Estados Unidos | Harley-Davidson | Harley-Davidson Factory Team | --                | 3.81 millas (6.13 km) Daytona Speedway/Infield Course |
| 1970                                              | Dick Mann        | Estados Unidos | Honda           | Honda Factory Team           | --                | 3.81 millas (6.13 km) Daytona Speedway/Infield Course |
| 1971                                              | Dick Mann        | Estados Unidos | BSA             | BSA                          | --                | 3.81 millas (6.13 km) Daytona Speedway/Infield Course |
| 1972                                              | Don Emde         | Estados Unidos | Yamaha          | Mel Dinesen                  | --                | 3.81 millas (6.13 km) Daytona Speedway/Infield Course |
| 1973                                              | Jarno Saarinen   | Finlandia      | Yamaha          | Yamaha Motor Company         | --                | 3.84 millas (6.18 km) Daytona Speedway/Infield Course |
| 1974                                              | Giacomo Agostini | Italia         | Yamaha          | Yamaha                       | --                | 3.84 millas (6.18 km) Daytona Speedway/Infield Course |
| 1975                                              | Gene Romero      | Estados Unidos | Yamaha          | Yamaha USA                   | --                | 3.84 millas (6.18 km) Daytona Speedway/Infield Course |
| 1976                                              | Johnny Cecotto   | Venezuela      | Yamaha          | Yamaha                       | --                | 3.87 millas (6.23 km) Daytona Speedway/Infield Course |
| 1977                                              | Steve Baker      | Estados Unidos | Yamaha          | Yamaha of Canada             | Formula 1         | 3.87 millas (6.23 km) Daytona Speedway/Infield Course |
| 1978                                              | Kenny Roberts    | Estados Unidos | Yamaha          | Yamaha USA                   | Formula 1         | 3.87 millas (6.23 km) Daytona Speedway/Infield Course |
| 1979                                              | Dale Singleton   | Estados Unidos | Yamaha          |                              | Formula 1         | 3.87 millas (6.23 km) Daytona Speedway/Infield Course |
| 1980                                              | Patrick Pons     | Francia        | Yamaha          | Yamaha of France             | Formula 1         | 3.87 millas (6.23 km) Daytona Speedway/Infield Course |
| 1981                                              | Dale Singleton   | Estados Unidos | Yamaha          |                              | Formula 1         | 3.87 millas (6.23 km) Daytona Speedway/Infield Course |
| 1982                                              | Graeme Crosby    | Nueva Zelanda  | Yamaha          | Yamaha                       | Formula 1         | 3.87 millas (6.23 km) Daytona Speedway/Infield Course |
| 1983                                              | Kenny Roberts    | Estados Unidos | Yamaha          | Yamaha USA                   | Formula 1         | 3.87 millas (6.23 km) Daytona Speedway/Infield Course |
| 1984                                              | Kenny Roberts    | Estados Unidos | Yamaha          | Yamaha USA                   | Formula 1         | 3.87 millas (6.23 km) Daytona Speedway/Infield Course |
| 1985                                              | Freddie Spencer  | Estados Unidos | Honda           | American Honda               | Superbike         | 3.56 millas (5.73 km) Daytona Speedway/Infield Course |
| 1986                                              | Eddie Lawson     | Estados Unidos | Yamaha          | Yamaha                       | Superbike         | 3.56 millas (5.73 km) Daytona Speedway/Infield Course |
| 1987                                              | Wayne Rainey     | Estados Unidos | Honda           | American Honda               | Superbike         | 3.56 millas (5.73 km) Daytona Speedway/Infield Course |
| 1988                                              | Kevin Schwantz   | Estados Unidos | Suzuki          | Yoshimura Racing             | Superbike         | 3.56 millas (5.73 km) Daytona Speedway/Infield Course |
| 1989                                              | John Ashmead     | Estados Unidos | Honda           | John Ashmead                 | Superbike         | 3.56 millas (5.73 km) Daytona Speedway/Infield Course |
| 1990                                              | David Sadowski   | Estados Unidos | Yamaha          | Vance & Hines                | Superbike         | 3.56 millas (5.73 km) Daytona Speedway/Infield Course |
| 1991                                              | Miguel Duhamel   | Canadá         | Honda           | Commonwealth Racing          | Superbike         | 3.56 millas (5.73 km) Daytona Speedway/Infield Course |
| 1992                                              | Scott Russell    | Estados Unidos | Kawasaki        | Team Muzzy                   | Superbike         | 3.56 millas (5.73 km) Daytona Speedway/Infield Course |
| 1993                                              | Eddie Lawson     | Estados Unidos | Yamaha          | Vance & Hines                | Superbike         | 3.56 millas (5.73 km) Daytona Speedway/Infield Course |
| 1994                                              | Scott Russell    | Estados Unidos | Kawasaki        | Team Muzzy                   | Superbike         | 3.56 millas (5.73 km) Daytona Speedway/Infield Course |
| 1995                                              | Scott Russell    | Estados Unidos | Kawasaki        | Team Muzzy                   | Superbike         | 3.56 millas (5.73 km) Daytona Speedway/Infield Course |
| 1996                                              | Miguel Duhamel   | Canadá         | Honda           | Commonwealth Racing          | Superbike         | 3.56 millas (5.73 km) Daytona Speedway/Infield Course |
| 1997                                              | Scott Russell    | Estados Unidos | Yamaha          | Yamaha                       | Superbike         | 3.56 millas (5.73 km) Daytona Speedway/Infield Course |
| 1998                                              | Scott Russell    | Estados Unidos | Yamaha          | Yamaha                       | Superbike         | 3.56 millas (5.73 km) Daytona Speedway/Infield Course |
| 1999                                              | Miguel Duhamel   | Canadá         | Honda           | American Honda               | Superbike         | 3.56 millas (5.73 km) Daytona Speedway/Infield Course |
| 2000                                              | Mat Mladin       | Australia      | Suzuki          | Yoshimura-American Suzuki    | Superbike         | 3.56 millas (5.73 km) Daytona Speedway/Infield Course |
| 2001                                              | Mat Mladin       | Australia      | Suzuki          | Yoshimura-American Suzuki    | Superbike         | 3.56 millas (5.73 km) Daytona Speedway/Infield Course |
| 2002                                              | Nicky Hayden     | Estados Unidos | Honda           | American Honda               | Superbike         | 3.56 millas (5.73 km) Daytona Speedway/Infield Course |
| 2003                                              | Miguel Duhamel   | Canadá         | Honda           | American Honda               | Superbike         | 3.56 millas (5.73 km) Daytona Speedway/Infield Course |
| 2004                                              | Mat Mladin       | Australia      | Suzuki          | Yoshimura-American Suzuki    | Superbike         | 3.56 millas (5.73 km) Daytona Speedway/Infield Course |
| 2005                                              | Miguel Duhamel   | Canadá         | Honda           | American Honda               | Formula Xtreme    | 2.95 millas (4.75 km) Daytona Speedway/Infield Course |
| 2006                                              | Jake Zemke       | Estados Unidos | Honda           | American Honda               | Formula Xtreme    | 2.95 millas (4.75 km) Daytona Speedway/Infield Course |
| 2007                                              | Steve Rapp       | Estados Unidos | Kawasaki        | Attack Performance           | Formula Xtreme    | 2.95 millas (4.75 km) Daytona Speedway/Infield Course |
| 2008                                              | Chaz Davies      | Reino Unido    | Kawasaki        | Attack Performance           | Formula Xtreme    | 2.90 millas (4.67 km) Daytona Speedway/Infield Course |
| 2009                                              | Ben Bostrom      | Estados Unidos | Yamaha          | Graves Yamaha                | Daytona SportBike | 3.51 millas (5.65 km) Daytona Speedway/Infield Course |
| 2010                                              | Josh Herrin      | Estados Unidos | Yamaha          | Graves Yamaha                | Daytona SportBike | 3.51 millas (5.65 km) Daytona Speedway/Infield Course |
| 2011                                              | Jason DiSalvo    | Estados Unidos | Ducati          | Team Latus Motor             | Daytona SportBike | 3.51 millas (5.65 km) Daytona Speedway/Infield Course |
| 2012                                              | Joey Pascarella  | Estados Unidos | Yamaha          | Project 1 Atlanta            | Daytona SportBike | 3.51 millas (5.65 km) Daytona Speedway/Infield Course |
| 2013                                              | Cameron Beaubier | Estados Unidos | Yamaha          | Graves Yamaha                | Daytona SportBike | 3.51 millas (5.65 km) Daytona Speedway/Infield Course |
| 2014                                              | Danny Eslick     | Estados Unidos | Triumph         | Riders Discount Racing       | Daytona SportBike | 3.51 millas (5.65 km) Daytona Speedway/Infield Course |
| 2015                                              | Danny Eslick     | Estados Unidos | Suzuki          | TOBC Racing                  | Daytona SportBike | 3.51 millas (5.65 km) Daytona Speedway/Infield Course |
| 2016                                              | Michael Barnes   | Estados Unidos | Yamaha          |                              | Daytona SportBike | 3.51 millas (5.65 km) Daytona Speedway/Infield Course |
| 2017                                              | Danny Eslick     | Estados Unidos | Yamaha          | TOBC Racing                  | Daytona SportBike | 3.51 millas (5.65 km) Daytona Speedway/Infield Course |
| 2018                                              | Danny Eslick     | Estados Unidos | Yamaha          | TOBC Racing                  | Daytona SportBike | 3.51 millas (5.65 km) Daytona Speedway/Infield Course |
| 2019                                              | Kyle Wyman       | Estados Unidos | Yamaha          | N2 Racing Yamaha             | Daytona SportBike | 3.51 millas (5.65 km) Daytona Speedway/Infield Course |
| 2020: No se disputó (COVID-19)                    |                  |                |                 |                              |                   |                                                       |
| 2021                                              | Brandon Paasch   | Estados Unidos | Yamaha          | TSE Racing                   | Daytona SportBike | 3.51 millas (5.65 km) Daytona Speedway/Infield Course |
| 2022                                              | Brandon Paasch   | Estados Unidos | Triumph         | TOBC Racing                  | Supersport        | 3.51 millas (5.65 km) Daytona Speedway/Infield Course |

1. ↑  La carrera de 2008 fue ganada por Josh Hayes, quien fue descalificado posteriormente por usar un cigüeñal ilegal.[2] El segundo clasificado, Chaz Davies, se convirtió en el ganador oficial[3] y en el primer corredor del Reino Unido en ganar el Daytona 200. Honda apeló el resultado[4]  pero el 4 de abril de 2008, la AMA informó al Erion Honda que su apelación fue rechazada.[5]
2. ↑  La carrera de 2011 se redujo a 42 vueltas con bandera verde/147.42 millas (237.25 km), con dos banderas rojas causadas por problemas de neumáticos, y las tres vueltas de calentamiento siguientes (dos antes del primer reinició de la vuelta 27, y una después por un accidente en ese reinicio que llevó a un segundo reinició de la vuelta 27); un total of 45 vueltas (157.95 millas (254.20 km)) fueron corridas. AMA Pro Racing acortó la carrera debido a problemas de neumáticos y de oscuridad.